# اسریک جردخان
اسریک جردخان (به لاتین: Əsrik Cırdaxan) یک منطقه مسکونی در جمهوری آذربایجان است که در شهرستان تووز واقع شده است. اسریک جردخان ۲۱۵۴ نفر جمعیت دارد.